# Olevano sul Tusciano
Olévano sul Tusciano è un comune italiano sparso di 6 621 abitanti della provincia di Salerno in Campania. La sede comunale è situata nella frazione di Ariano.

## Geografia fisica

### Territorio
Il territorio comunale, posto nei monti Picentini, comprende il tratto medio della valle del fiume Tusciano. Confina a nord con Acerno; a est la catena montuosa comprendente il Monte Costa Calda, il Monte Molaro e il Monte Raione lo separa da Campagna; a sud i Monti di Eboli delimitano il confine con Eboli e con Battipaglia, mentre a ovest confina con Montecorvino Rovella.
- Classificazione sismica: zona 2 (sismicità media), Ordinanza PCM. 3274 del 20/03/2003.

### Clima
La stazione meteorologica più vicina è quella di Battipaglia.
| BATTIPAGLIA        | Mesi | Mesi | Mesi | Mesi | Mesi | Mesi | Mesi | Mesi | Mesi | Mesi | Mesi | Mesi | Stagioni | Stagioni | Stagioni | Stagioni | Anno |
| BATTIPAGLIA        | Gen  | Feb  | Mar  | Apr  | Mag  | Giu  | Lug  | Ago  | Set  | Ott  | Nov  | Dic  | Inv      | Pri      | Est      | Aut      | Anno |
| ------------------ | ---- | ---- | ---- | ---- | ---- | ---- | ---- | ---- | ---- | ---- | ---- | ---- | -------- | -------- | -------- | -------- | ---- |
| T. max. media (°C) | 13,2 | 14,0 | 16,1 | 18,6 | 22,9 | 26,7 | 29,1 | 29,5 | 27,0 | 22,8 | 18,1 | 14,2 | 13,8     | 19,2     | 28,4     | 22,6     | 21,0 |
| T. min. media (°C) | 4,9  | 5,2  | 6,5  | 8,4  | 11,7 | 15,1 | 17,5 | 17,8 | 15,9 | 12,6 | 8,7  | 6,0  | 5,4      | 8,9      | 16,8     | 12,4     | 10,9 |

## Storia
Origini di Olevano
Gli ultimi ritrovamenti archeologici, gli oggetti raccolti in più posti e la paziente ricostruzione storica effettuata da ricercatori e studiosi ci consentono di affermare che l'insediamento umano nella estensione di terreni dell'attuale comune di Olevano sul Tusciano risale all’epoca preistorica.
Mentre si fa più evidente l'influenza della colonizzazione etrusca, poi integrata dai contatti commerciali con le vicine comunità greche dell'antica Posidonia.
Alla popolazione etrusca si deve il nome di Tuscianum a tutta la valle attraversata dal fiume omonimo.
Mentre Olevano deriva dalla estesa e diffusa coltivazione dell'olivo in tutta la zona ed è di origine greca.
Infatti prima troviamo Olibanon, poi Olivanum, Olibanum e nel 1500 Lo Levano.
Una monografia su Battipaglia del Gambardella dimostra la certezza della origine etrusca di questa comunità della valle del Tusciano. Gli etruschi ed i greci furono sopraffatti dagli eserciti di Roma.
All'epoca delle guerre puniche contro Cartagine vide Picentia sconfitta dai romani e nel 268 avanti Cristo fu rifondata.
La popolazione etrusca trovò rifugio sulla colline dei monti Picentini e fondarono le nuove comunità di Castiglione dei Genovesi, Giffoni Valle Piana, Acerno, Montecorvino Rovella ed Olevano sul Tusciano. Pertanto essi si integrarono alle antiche popolazioni italiche degli Osci. Così i romani estesero la loro dominazione a tutta la penisola.
La conversione al cristianesimo di queste popolazioni dovette essere profonda, sentita ed integralmente vissuta se si considera la presenza di una forte tradizione religiosa sin dalla caduta dell'Impero romano.
È pure possibile stabilire la costruzione e la presenza del castello, detto “Castrum”, intorno ai secoli V e VI dopo Cristo, per evidenti ragioni di difesa dalle continue incursioni alle quali erano soggette le popolazioni del luogo, ormai indifese dall'ordine militare-civile e giuridico di Roma.
In principio erano soliti indicare col nome di Olibanum solo il castello, mentre già le diverse borgate avevano una toponomastica propria, perché erano tutte abitate.
Ariano: attestato nel 1325 come casale di Olevano (casale Ariani); in virtù del fatto che i nomi latini terminanti in "-anum” sono prediali, ossia indicativi di possesso o attribuzione, pare si possa ritenere valida l'ipotesi del canonico Giacinto Carucci che lo spiega come "terra di Ario", probabile nome di un signorotto locale. È comunque da escludersi qualsiasi correlazione con la contea di Ariano (incentrata invece sull'omonima città di Ariano), che pure in epoca medievale si estendeva su vaste aree dell'Appennino campano.
Castagneto: detto così per l'abbondante raccolto di castagne che vi crescevano numerosi.
Capocasale: era il casale più a monte rispetto a tutti gli altri.
Liciniano: casale con insediamento sin dall’epoca romana sulla via che conduce ad Eboli attraverso le colline di San Francesco e San Donato. Totalmente abbandonato dagli abitanti che si trasferirono presso il fiume Tusciano e poi nell’attuale centro storico di Ariano. Abitato da circa 100 famiglie con la presenza di tre chiese, di cui oggi restano soltanto i ruderi: Santa Maria al Campanaro, Santa Sofia in Liciniano e San Nicola in Liciniano.
Monticelli: anticamente Monticello deve il nome alla piccola sommità su cui è sorto.
Pompogni: Piccolo insediamento a cui originariamente era dato nome Olevano, che andò perduto con il trasferimento della popolazione nell’attuale centro storico di Monticelli. Esistono ancora i ruderi medievali a testimonianza di nuclei abitati da circa 20 o 30 famiglie. Su alcune carte il sito è denominato “Caprarizzo”. Esso è ubicato a monte della nuova strada di collegamento da via Annunziata di Monticelli verso il più famoso rudere della villa romana con sovrapposta costruzione medievale di Santa Maria a Corte, sede di riposo e di ristoro dei vescovi di Salerno. Sono visitabili quattro grandi edifici a più piani che risalgono al secolo XIII. Gli studiosi hanno formulato diverse ipotesi. Le case erano protette da una cinta muraria con annessi locali di ricovero per ovini, per cui le carte catastali definiscono il toponimo Caprarizzo. Il nucleo abitativo era provvisto di locali per la raccolta di prodotti come grano, olio e frutta, con l’eventuale attrezzature per la frangitura delle olive e la molitura del grano. Pampogni è stato poi definitivamente abbandonato col trasferimento della popolazione nella nascente Monticello (attualmente Monticelli).
Salitto: situata a 420 m s.l.m., alle pendici del Castrum Olibani.
Valle: deve il nome alla posizione geografica rispetto al castello. Detta pure S. Eusterio, dal titolo della parrocchia.
Dal 1811 al 1860 ha fatto parte del circondario di Montecorvino, appartenente al Distretto di Salerno del Regno delle Due Sicilie.
Dal 1860 al 1927, durante il Regno d'Italia, ha fatto parte del mandamento di Montecorvino, appartenente al circondario di Salerno.
Nel 1980 il comune è stato fortemente danneggiato dal terremoto dell'Irpinia; soprattutto la frazione Salitto nella zona confinante con il comune d'Acerno.

### L'unità d'Italia e il cambio del toponimo
Con l'arrivo di Garibaldi e la proclamazione del Regno d'Italia fu nominato sindaco reggente il giovanissimo medico Tasso Giuseppe con al fianco l'assessore don Berniero Nicolino.
Il 9 settembre 1861 Olevano riconosce Vittorio Emanuele re d'Italia.
Il 10 novembre 1861 all'età di 39 anni è sindaco il sacerdote don Berniero Nicolino (e lo sarà fino al 5 dicembre 1877 giorno della sua morte improvvisa forse per avvelenamento).
Nel luglio del 1862 la Regia prefettura notificò al consiglio comunale dell'epoca una circolare del Ministero dell'Interno del Regno d'Italia intesa “a togliere l'identità di nome che si riscontra in parecchi Comuni del Regno la quale è ben spesso cagione di equivoci ed imbarazzi, perciò invita questo Municipio a cambiare il nome al Comune di Olevano che è compreso fra quelli che hanno identità di nome con altri del Regno, od a farvi qualche aggiunta onde distinguerlo”.
Il consiglio comunale di Olevano nella seduta del 6 novembre 1862, sentite le diverse proposte toponomastiche e prestando riguardo alla storia del luogo, deliberò di assumere la denominazione di Olevano sul Tusciano, aggiungendo quindi il nome del fiume che attraversa il territorio comunale.
Il Regio Decreto n. 1078 dato a Torino il 14 dicembre 1862 dal Re d'Italia Vittorio Emanuele II decretò l'autorizzazione ad assumere la nuova denominazione per il comune.
A causa di un errore di trascrizione e confondendo la T di Tusciano in F, Olevano si ritrovò a chiamarsi erroneamente Fusciano invece di Tusciano.
Il 14 dicembre 1862 arrivò l'autorizzazione al comune attraverso il Regio Decreto n.1078 a chiamarsi con Fusciano.
Il comune fu costretto ad accettare momentaneamente tale denominazione e a denunciarne immediatamente l'errore per la sua correzione.
Infatti il 29 dicembre 1862 il comune cambia denominazione in Olevano sul Fusciano.
Il 15 marzo del 1863 il comune si vede notificare, dopo il suo giusto ricorso, un nuovo Regio Decreto n.1204 che autorizza il Comune ad assumere la nuova e definitiva denominazione attuale.
Tale Decreto venne registrato alla Corte dei Conti il 10 aprile 1863 e pubblicato sulla Gazzetta Ufficiale del Regno d'Italia il 17 aprile 1863.

### Simboli
Lo stemma e il gonfalone del comune di Olevano sul Tusciano sono stati approvati con deliberazione del Consiglio Comunale nº 29 del 19 febbraio 1983 e concesso con decreto del presidente della Repubblica del 15 luglio dello stesso anno.
Lo stemma è: 
Il gonfalone è un drappo troncato di bianco e di azzurro.

## Monumenti e luoghi d'interesse

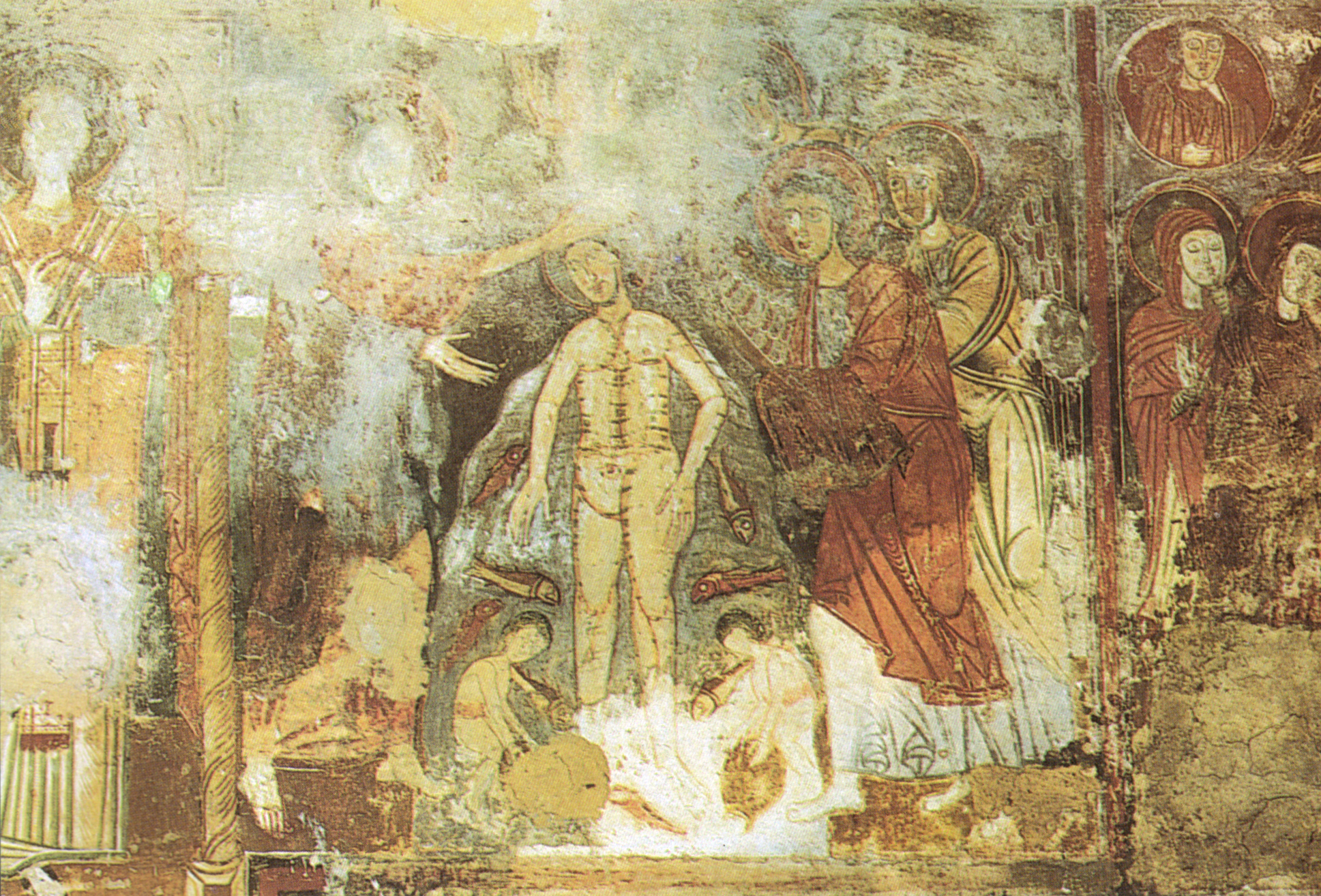
Grotta di San Michele Arcangelo, Battesimo di Cristo, affresco del IX secolo

### Architetture civili
- Villa romana di S. Maria a Corte.

### Architetture militari
- Castrum Olibani - Il castello longobardo.

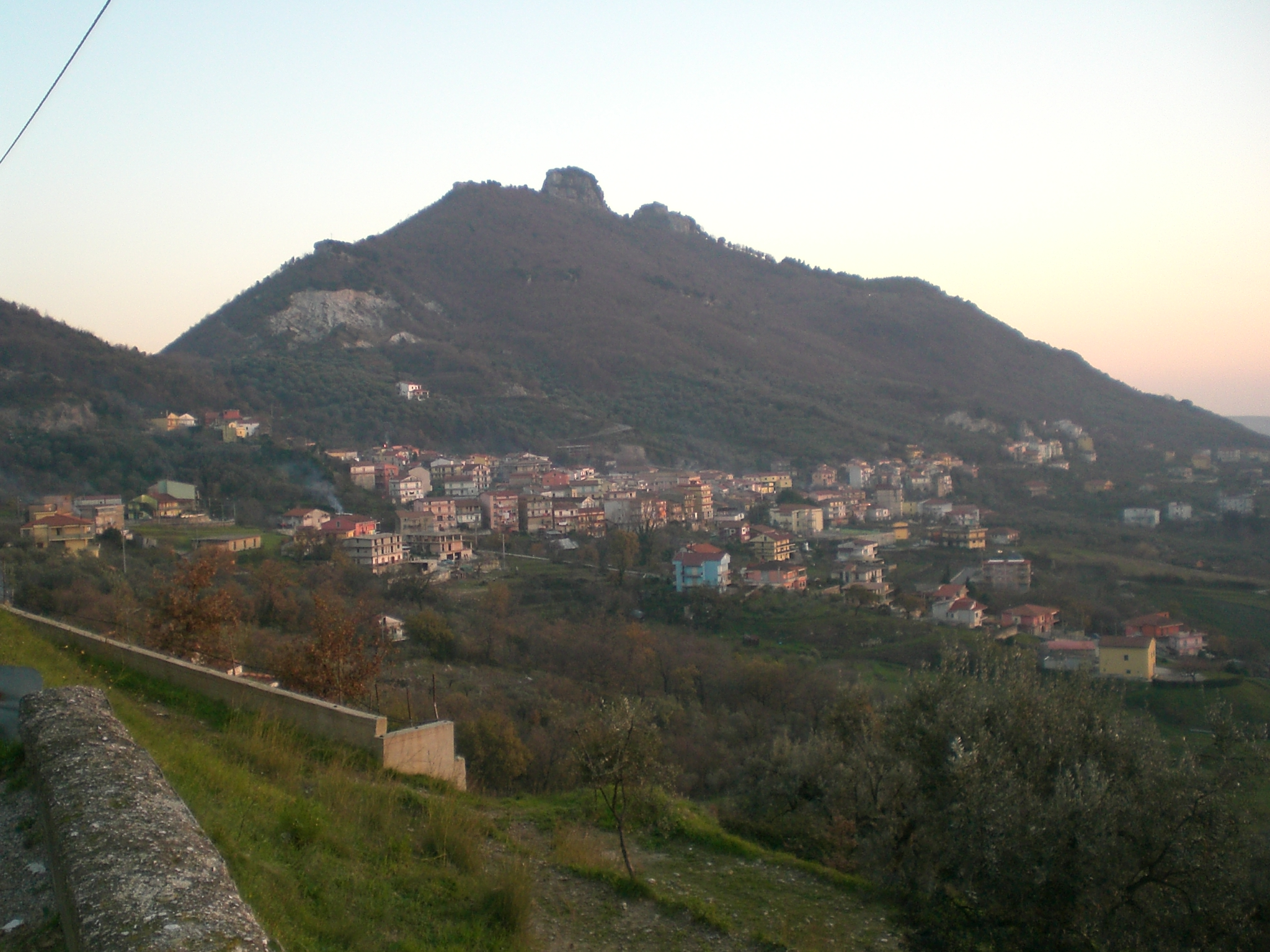
Veduta di Salitto

La costruzione sorse sulla sommità dell’attuale omonimo monte Castello (m 636 s.l.m.) incastrato tra due colossali massi rocciosi in direzioni nord- ovest-sud-est e difeso da anfratti e dirupi inaccessibili ai rimanenti due lati.
Le torrette avanzate lungo le mura di cinta furono ottimi osservatori su tutta la pianura sottostante.
Attualmente sono visibili la costruzione centrale e la doppia cinta di mura con le torrette avanzate.
L'unica porta di entrata era situata ai piedi di un enorme masso roccioso, ancora ora esistente esattamente all’inizio della borgata che dalla antica porta del castello conserva il nome di “La Porta”.
La costruzione di una catena di fortificazioni (Castrum, castello, roccaforte, modellati sull’esempio di quelle romane) si rese necessario sin dall’inizio del sec. IV e V in tutto il vasto territorio circostante la città di Salerno, per provvedere alla difesa della medesima.
Il Castrum Olibani quindi era il naturale e necessario collegamento con quelli costruiti più al sud e cioè il Castelluccio di Battipaglia e quelli di Eboli, Capaccio, Agropoli ed altri.
Assolse bene la sua funzione per l’evidente privilegiata posizione geografica.
I Saraceni e altri popoli invasori, per lo più provenienti dal mare o dalle Calabrie, non riuscirono mai ad occupare Salerno e comunque giunsero fino ad Agropoli.
Da considerare che l’attuale piana del Sele o di Salerno allora era impraticabile per le paludi e gli acquitrini, che scoraggiavano chiunque ad avventurarvisi, per i gravi pericoli e le insidie mortali per l’uomo.
Il periodo più burrascoso e confuso fu certamente quello relativo alle incursioni della pirateria e alle invasioni barbariche.
Un periodo di maggiore tranquillità e stabilità si determinò dopo il rafforzamento del principato longobardo di Salerno e la successiva dominazione normanna, con l’arrivo a Salerno di Roberto Guiscardo.
Sin dall’epoca del predominio longobardo il castello di Olevano fu affidato alle responsabilità della Chiesa di Salerno, che naturalmente doveva provvedere a tutte le spese del mantenimento di questa fortezza.
Ma in corrispondenza dei sopradetti periodi di stabilità politica e benessere economico la Chiesa medesima riduceva le spese per l’occorrente del castello di Olevano.
È interessante conoscere che la guarnigione era costituita da ventisette soldati, un castellano, ed un cappellano in tempo di pace.
Una sola donna provvedeva alla conservazione delle derrate alimentari ed alla cucina.
In occasione di immediati pericoli, conflitti esterni o stati d’allarme di varia origine, il numero dei soldati saliva a quaranta, restante invariato il rimanente personale.
La costruzione comunque era tanto grande ed ampia da poter ospitare tutti gli abitanti delle sottostanti borgate in casi di gravi e imminenti pericoli per le popolazioni minacciate dai nemici.
In tal caso le provviste aumentavano nella misura giusta per tutti ed anche i cittadini contribuivano alla difesa del castello con compiti ben precisi ed a turni con perfetto ordine e regolarità.
Il castello e tutta la popolazione delle borgate della Valle del Tusciano, nonché le altre località vicine, furono teatro di aspre contese durante la guerra del Vespro, scoppiata nell'anno 1282 che si concluse con la pace di Caltabellotta nell'anno 1302 tra Aragonesi ed Angioini.
Degna di ricordo e l'occupazione del castello di Olevano per mano di Federico II di Svevia, per conflitti e discordie sorti tra il Papato è l'Imperatore.
L'Imperatore infatti occupò i castelli di Olevano e di Battipaglia e li lasciò soltanto alla sua morte nel testamento.
All'interno della Castra exempta, un elenco dei castelli demaniali del Regno di Sicilia che l'imperatore Federico II, con Decreto Imperiale del 5 ottobre 1239 emanato a Milano, alla voce di Giustizierato di “Terre Laboris, comitatus Molisii, Principatus et Terre Beneventane” vi è citato anche “Olibanum”.
In quel periodo il castello fu amministrato da un giustiziere di nomina dell’Imperatore Federico II.
I Giustizieri che si susseguirono nel governo del Castello di Olevano furono:
- Pietro de Dardania
- Errico de Palo
- Rodoerico de Rutunda –venuto nel 1240
- Hermann von Salza
- Menagoldo, di origine tedesca.

All’interno del Castrum ebbe la sua residenza Hermann von Salza (italianizzato come Ermanno di Salza), braccio destro di Federico II, che in effetti mori proprio nella provincia di Salerno nel 1239. 
Il cavaliere è considerato il fondatore dello Stato Prussiano.
Secondo le leggi in merito promulgate dall'Imperatore svevo, i castellani non potevano allontanarsi dai loro castelli di residenza. Risulta ragionevole quindi supporre che Ermanno di Salza fu sempre nel suo castello di Olevano e se ne allontanò solo per curarsi nella vicina Salerno, sede della Prestigiosa Scuola Medica Salernitana.

### Architetture religiose
- Grotta di San Michele Arcangelo.
- Cella di San Vincenzo.
- Convento di Santa Maria di Costantinopoli: edificato nel XVI secolo dai Domenicani.
- Santa Maria a Corte.
- Chiesa parrocchiale di Santa Maria a Corte (1600).
- Chiesa parrocchiale di San Leone Magno (1700).
- Chiesa parrocchiale di Santa Lucia (1700).
- Congrega di Santa Regina in borgo Monticello (1470).
- Cappella di Santa Maria delle Grazie in Monticelli (1746).
- Congrega di San Giacomo in Ariano (1400).
- Congrega di San Rocco in Ariano (1889).
- Cappella di San Rocco (ruderi) vicino al fiume Tusciano.
- Cappella della Madonna della Neve (1500).
- Congrega di Santa Maria del Soccorso in borgo Busolino di Salitto (1515).
- Cappella di Maria Santissima del Rosario in borgo Valle di Salitto (1968).
- Cappella della Madonna delle Grazie in borgo Capocasale di Salitto (1500).

### Altro
- Grotta di Nardantuono: braccio della Grotta di San Michele che la leggenda vuole sia stato rifugio delle bande brigantesche guidate dal brigante Nardantuono, al secolo Antonio di Nardo.

## Società

### Evoluzione demografica
Abitanti censiti

### Etnie e minoranze straniere
Al 31 dicembre 2020 a Olevano sul Tusciano risultano residenti 217 cittadini stranieri. Le nazionalità principali sono:
- Romania: 106
- Marocco: 29
- Ucraina: 22

### Religione
La maggioranza della popolazione è di religione cristiana di rito cattolico; il comune appartiene alla forania di Battipaglia-Olevano S.T. dell'arcidiocesi di Salerno-Campagna-Acerno, con tre parrocchie.
L'altra confessione cristiana presente è quella evangelica con una comunità ubicata ad Ariano.

### Istruzione

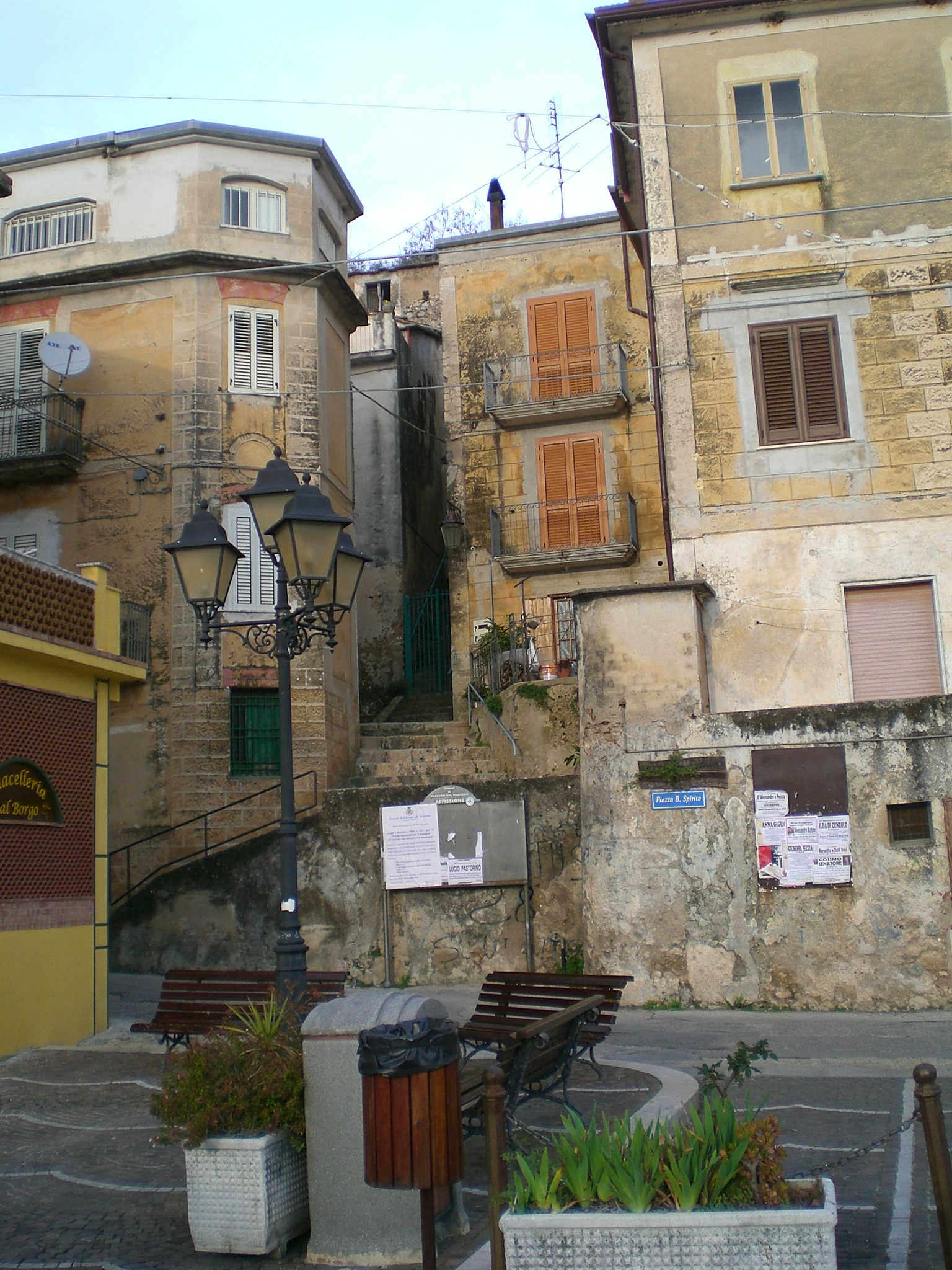
Il borgo di Monticelli

## Cultura

### Media

#### Radio
Ha sede nel comune Radio Flash Salerno, fondata nel 1985. È stata la radio ufficiale del Giffoni Film Festival

## Geografia antropica

### Frazioni
In base allo statuto comunale di Olevano sul Tusciano, le frazioni sono:
- Ariano, 1 673 abitanti, 197 m s.l.m.; ospita la sede municipale.
- Monticelli, 3 336 abitanti, 150 m s.l.m.; la frazione è composta dal vecchio borgo Monticello e dalla nuova urbanizzazione.
- Salitto, situata a 420 m s.l.m., alle pendici del Castrum Olibani, ha 1 390 abitanti. La frazione è composta, oltre al centro del paese, anche di cinque borghi

## Economia

### Agricoltura
Il territorio è prevalentemente destinato alla produzione agricola e rientra nell'area di produzione dell'olio di oliva DOP Colline Salernitane.

## Infrastrutture e trasporti

### Strade
- Strada Provinciale 29 Battipaglia-Innesto SR 164, principale asse stradale del comune;
- Strada Provinciale 325 Innesto SR 164-Innesto SP 428 (Frosano);
- Strada Provinciale 350 Innesto SP 29 (Olevano)-Eboli;
- Strada Provinciale 428 Macchia Monticelli (Innesto SR 164-Olevano sul Tusciano).
- Strada Provinciale 230 Forbici di Olevano-Ariano.

### Mobilità urbana
La mobilità è affidata, per quanto riguarda i trasporti urbani ed extraurbani, alla società SITA.

## Amministrazione
La sede comunale è ubicata nella frazione Ariano.

### Sindaci
| Periodo        | Periodo                    | Primo cittadino    | Partito                       | Carica                  | Note    |
| -------------- | -------------------------- | ------------------ | ----------------------------- | ----------------------- | ------- |
| 23 aprile 1995 | 15 febbraio 1999           | Antonio Nicolino   | centro-destra                 | Sindaco                 | Sindaco |
| 13 giugno 1999 | 28 marzo 2002 (dimissioni) | Luigi Peccia       | lista civica di centro-destra | Sindaco                 |         |
| 28 marzo 2002  | 26 maggio 2003             | Rosa Maria Falasca |                               | Commissario Prefettizio |         |
| 26 maggio 2003 | 14 aprile 2008             | Adriano Ciancio    | lista civica                  | Sindaco                 |         |
| 14 aprile 2008 | 27 maggio 2013             | Adriano Ciancio    | lista civica                  | Sindaco                 |         |
| 27 maggio 2013 | 10 giugno 2018             | Michele Volzone    | lista civica                  | Sindaco                 |         |
| 10 giugno 2018 | 15 maggio 2023             | Michele Volzone    | lista civica                  | Sindaco                 |         |
| 15 maggio 2023 | in carica                  | Michele Ciliberti  | lista civica                  | Sindaco                 |         |

### Gemellaggi
- Wilmington (Delaware)[senza fonte]
- Longueville (Senna e Marna)[senza fonte]

### Altre informazioni amministrative
Il comune fa parte della Comunità montana Monti Picentini.
Per quel che riguarda la gestione dell'irrigazione e del miglioramento fondiario, l'ente competente è il Consorzio di bonifica in Destra del fiume Sele.

## Sport
Ha sede nel comune la società di calcio A.S.D. Olevanese, rifondata nel 2017 che partecipa al campionato di Prima Categoria 2022-2023. Nel calcio a 5 è attiva l'Asd Green Park C5, che disputa il campionato di serie C2 2021-2022.

### Impianti sportivi
- Campo di calcio "San Michele", ubicato nella frazione Monticelli.
- Palazzetto dello sport "Palatusciano", ubicato alla frazione Monticelli, struttura polivalente inaugurata nel 2016.